# Frederik van Hohenzollern-Sigmaringen

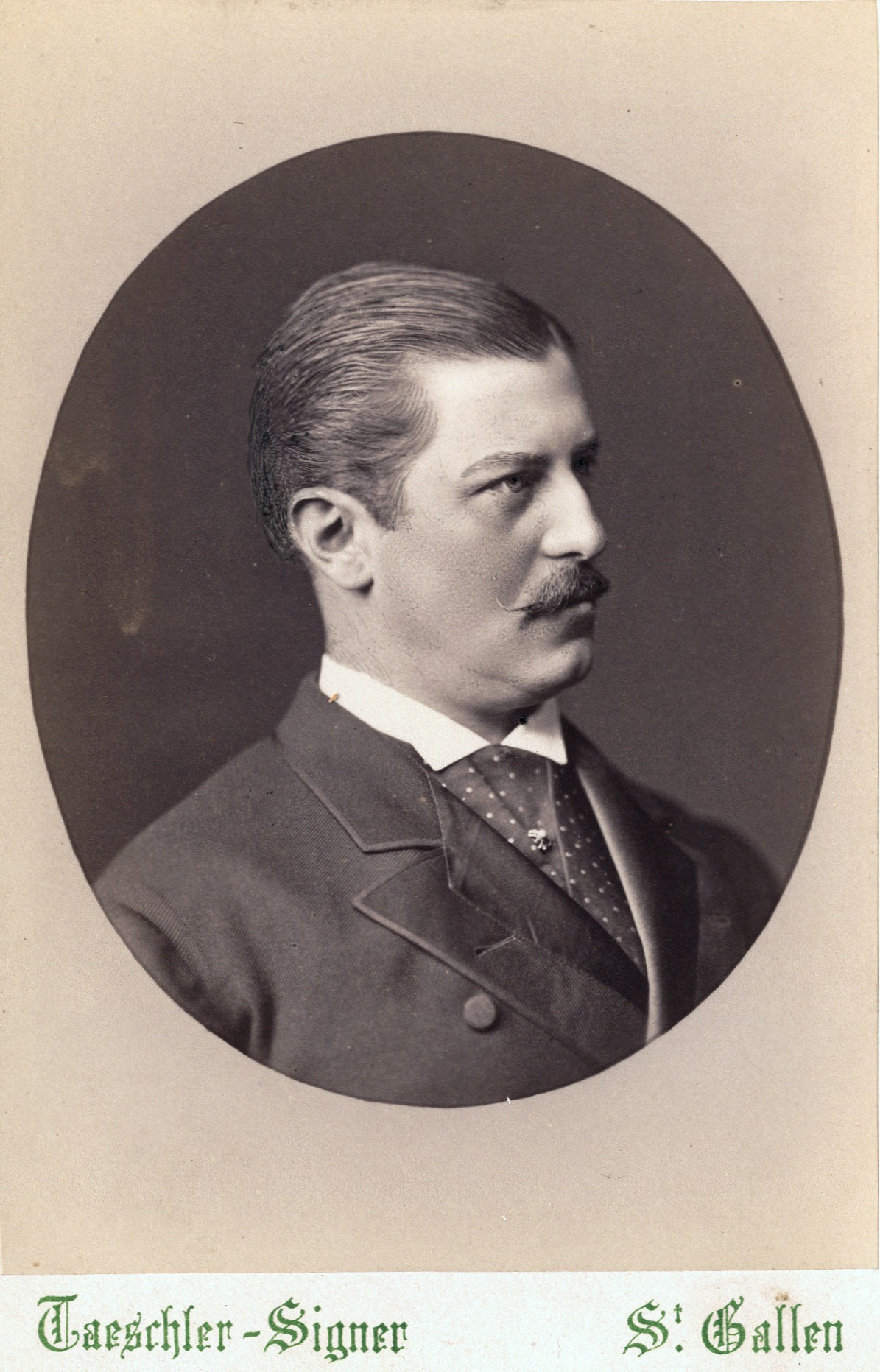
Frederik van Hohenzollern-Sigmaringen.

Frederik Eugeen Johan van Hohenzollern-Sigmaringen (Inzigkofen, 25 juni 1843 - München, 2 december 1904) was een Pruisisch cavaleriegeneraal en prins uit het huis Hohenzollern-Sigmaringen.

## Levensloop
Frederik was de vierde zoon van vorst Karel Anton van Hohenzollern-Sigmaringen uit diens huwelijk met Josefine van Baden, dochter van groothertog Karel van Baden. Eind september 1859 verhuisde hij naar Bonn, waar hij zijn opleiding voltooide. In de periode 1861-1864 ondernam Frederik lange reizen naar Oostenrijk, Italië, Zwitserland en het Verenigd Koninkrijk. In de jaren 1860 en 1870 maakte hij nog meer reizen naar Italië en ook naar Griekenland en Egypte.
In de herfst van 1862 begon Frederik zijn militaire loopbaan in het Pruisische leger en werd hij als luitenant ingedeeld bij het in Düsseldorf gestationeerde Westfaalse Ulanen-regiment nr. 5. Met dit regiment nam hij in 1866 deel aan de Oostenrijks-Pruisische Oorlog. Na zijn overplaatsing naar het Eerste Garderegiment van de Dragonders en zijn promotie tot ritmeester verhuisde Frederik in 1870 naar Berlijn. Enkele maanden later zat hij weer aan het front, toen hij meestreed in de Frans-Duitse Oorlog. In het verdere verloop van zijn militaire loopbaan had Frederik van 1889 tot 1893 het commando over de 22ste divisie van het Keizerlijke Leger. Van 1893 tot 1896 was hij commanderend generaal van het Derde Legerkorps.
In 1870 overwoog zijn vader niet zijn broer Leopold, maar wel Frederik naar voor te schuiven als kandidaat voor de Spaanse troon. Leopold toonde aanvankelijk weinig interesse, omdat zijn echtgenote Antonia Maria, geboren als Portugese troon, om patriottische redenen weigerachtig stond om de Spaanse troon te bestijgen. Koningin Victoria van het Verenigd Koninkrijk en keizer Wilhelm I van Duitsland waren eerder sceptisch, waardoor Frederik eigenlijk geen schijn van kans maakte. Frederik besloot zich uiteindelijk geen kandidaat te stellen voor de Spaanse troon.

## Familie
Op 21 juni 1879 huwde hij in Regensburg met Louisa von Thurn und Taxis (1859-1948), dochter van erfprins Maximilian Anton Lamoral von Thurn und Taxis en hertogin Helene in Beieren, zus van keizerin Elisabeth van Oostenrijk. Het echtpaar kreeg geen kinderen. In zijn familie stond Frederik bekend als rustig, zeer flegmatisch, maar ook als intelligent, hartelijk en grappig.
Frederik van Hohenzollern-Sigmaringen stierf in december 1904 en werd bijgezet in de Verlosserskerk van Sigmaringen.